# Kärna, Lappland
Kärna är en sjö i Storumans kommun i Lappland och ingår i Umeälvens huvudavrinningsområde.